# Bridal Shower

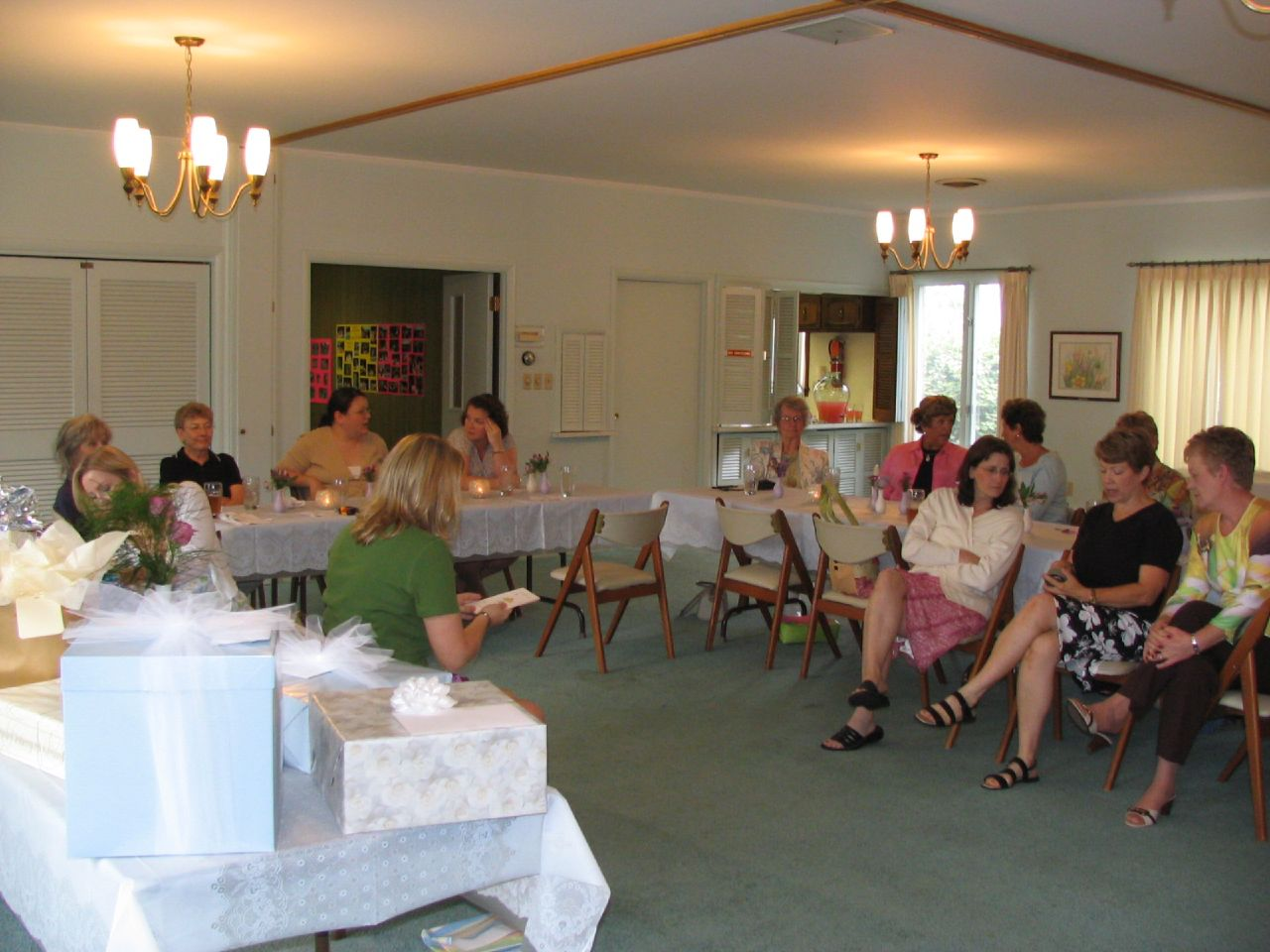
Zukünftige Braut erhält Geschenke bei Bridal Shower.

Die Bridal Shower ist ein im englischsprachigen Raum verbreitetes Fest zum Beschenken der zukünftigen Braut als Vorbereitung ihrer Hochzeit.

## Charakter
Eine Bridal Shower findet wenige Tage vor der Hochzeit im Elternhaus der Braut statt und wird von deren Freundinnen organisiert. Eingeladen sind die Brautmutter, die zukünftige Schwiegermutter und alle weiblichen Verwandten beider Familien. Zumeist beginnt die Party am Nachmittag. Von den durchweg weiblichen Gästen bekommt die Braut Geschenke. Hierbei wird ein besonderer Wert auf das Ambiente und die Dekoration gelegt. Oft finden Bridal Showers unter einem bestimmten Motto statt. Das Essen und die Dekoration werden, wenn möglich, diesem Motto angepasst.

## Verbreitung
Die Bridal Shower wird teilweise zusätzlich zur Hen Night gefeiert.